# Solothurn (stacja kolejowa)
Solothurn – stacja kolejowa w Solurze, w kantonie Solura, w Szwajcarii. Znajdują się tu 3 perony.